# Caprino Veronese
Caprino Veronese ist eine norditalienische Gemeinde (comune) mit 8695 Einwohnern (Stand 31. Dezember 2023) in der Provinz Verona in Venetien. Die Gemeinde liegt etwa 23 Kilometer nordwestlich von Verona und etwa 9 Kilometer östlich des Gardasees. Die Gemeinde ist Zentrum der Comunità montana del Baldo.

## Geschichte
Der Name der Gemeinde bzw. Ortschaft soll vom keltischen Stamm der Cauri herrühren, wobei sich hier möglicherweise ein Handelszentrum befand. Vom Beginn des 15. Jahrhunderts bis Ende des 18. Jahrhunderts war die Gegend mitsamt der Ortschaft Teil der Republik Venedig.

## Gemeindepartnerschaften
Caprino Veronese unterhält Partnerschaften mit der französischen Stadt Saulieu im Département Côte-d’Or und mit der rheinland-pfälzischen Stadt Gau-Algesheim (Deutschland).

## Wirtschaft und Verkehr
Die Gemeinde ist in erster Linie vom Tourismus geprägt. Von hier aus ist unmittelbar der Monte Baldo zu erreichen.
Von 1889 bis zur endgültigen Stilllegung 1959 besaß der Ort eine Station an der Bahnstrecke Verona–Caprino/Garda.
Östlich von Caprino Veronese verläuft die Autostrada A22 in Nord-Süd-Richtung entlang der Etsch. Der nächstgelegene Anschluss befindet sich in der Gemeinde Affi.

## Persönlichkeiten
- Severino Andreoli (* 1941), Radrennsportler, Silbermedaillengewinner (Tokio 1964)
- Giovanni Pettenella (1943–2010), Radrennsportler